# Corvigliabahn
Die Chantarellabahn und die Corvigliabahn sind die beiden Sektionen der Standseilbahn, welche St. Moritz mit dem Skigebiet Corviglia-Marguns-Piz Nair verbinden.

## 1. Sektion St. Moritz – Chantarella (Chantarellabahn)
| Fahrzeug der Standseilbahn in Belmunt (Juni 2006) |                         |                                        |                |
| Fahrplanfeld: | 2970 (früher: 1970)     |                                        |                |
| Streckenlänge: | 0,436 (urspr. 0,451) km |                                        |                |
| Spurweite: | 1200 (urspr. 1000) mm   |                                        |                |
| Maximale Neigung: | 450 ‰                   |                                        |                |
| Streckengeschwindigkeit: | 5,5 m/s = 19,8 km/h     |                                        |                |
| |                         |                                        |                |
| \| \| 0,000 \| St. Moritz (Standseilbahn) Via Stredas \| 1848 m ü. M. \| \| \| \| (115 m) \| \| \| \| \| Tinusstrasse \| \| \| \| 0,218 \| Belmunt (Ausweichstelle) \| 1920 m ü. M. \| \| \| \| Chantarellaweg \| \| \| \| 0,436 \| Chantarella \| 2008 m ü. M. \| |                         |                                        |                |
| Kopfbahnhof Streckenanfang | 0,000                   | St. Moritz (Standseilbahn) Via Stredas | 1848 m ü. M.   |
| Tunnel |                         | (115 m)                                | (115 m)        |
| ehemaliger Haltepunkt / Haltestelle |                         | Tinusstrasse                           | Tinusstrasse   |
| ehemaliger Haltepunkt / Haltestelle | 0,218                   | Belmunt (Ausweichstelle)               | 1920 m ü. M.   |
| ehemaliger Haltepunkt / Haltestelle |                         | Chantarellaweg                         | Chantarellaweg |
| Kopfbahnhof Streckenende | 0,436                   | Chantarella                            | 2008 m ü. M.   |

Die eingleisige Standseilbahn mit einer Ausweiche wurde 1912 von der Firma Th. Bell & Co. aus Kriens erstellt und am 2. Januar 1913 in Betrieb genommen. Die kurze Strecke führt zuerst durch einen Tunnel und erschliesst den Chantarella-Hügel. Mit den ersten Wagen konnten 70 Personen transportiert werden, heute sind es 100. Der Antrieb erfolgt in der Bergstation.
| Talstation     | 46,49876° N, 9,83775° O | Via Stredas St. Moritz |
| Ausweichstelle | 46,49977° N, 9,83548° O | Belmunt                |
| Bergstation    | 46,50149° N, 9,83527° O | Chantarella            |

### Geschichte
Die Chantarellabahn wurde als erste Bergbahn im Oberengadin 1913 von einer privaten Gesellschaft erbaut. Sie diente ebenso der Erschliessung des Hotels Chantarella und der Skihänge daneben als auch der Villen durch drei Zwischenstationen. Im Zusammenhang mit dem Bau der 2. Sektion (Corvigliabahn) wurde die Strecke ab Belmunt etwas nördlich verlegt und eine neue Bergstation erbaut, um eine optimale Umsteigesituation anbieten zu können. Die Zwischenstationen mögen in diesem Zusammenhang aufgehoben worden sein. Auch wurden 1928 oder 1930 die Wagen ersetzt.
Weitere Sanierungen erfolgten 1964 mit Ersatz der beiden Wagen und 1994 durch Doppelmayr.

## 2. Sektion Chantarella – Corviglia (Corvigliabahn)
| Unter dem aufgeständerten Trassee von 1985/86 erkennt man gut dasjenige von 1928. (Juni 2006) |                        |                                                         |                    |
| Fahrplanfeld: | 2970 (früher: 1970)    |                                                         |                    |
| Streckenlänge: | 1,616 km               |                                                         |                    |
| Spurweite: | 1600 mm (Irische Spur) |                                                         |                    |
| Maximale Neigung: | 456 ‰                  |                                                         |                    |
| Streckengeschwindigkeit: | 6,5 m/s = 23,4 km/h    |                                                         |                    |
| |                        |                                                         |                    |
| \| \| 0,000 \| Chantarella \| 2008 m ü. M. \| \| \| \| via Engiadina \| \| \| \| \| Wanderweg \| \| \| \| \| Wanderweg Alp Nova \| \| \| \| 0,808 \| (Ausweichstelle) \| 2200 m ü. M. \| \| \| \| (45 m) \| \| \| \| \| \| \| \| \| \| \| \| \| \| \| \| \| \| \| 1,616 \| Corviglia (Bergstation) Anschluss Luftseilbahn Piz Nair \| 2489 m ü. M. \| \| \| \| Piz Nair \| 3055 m ü. M. \| |                        |                                                         |                    |
| Kopfbahnhof Streckenanfang | 0,000                  | Chantarella                                             | 2008 m ü. M.       |
| Brücke |                        | via Engiadina                                           | via Engiadina      |
| Brücke |                        | Wanderweg                                               | Wanderweg          |
| Brücke |                        | Wanderweg Alp Nova                                      | Wanderweg Alp Nova |
| | 0,808                  | (Ausweichstelle)                                        | 2200 m ü. M.       |
| Tunnel |                        | (45 m)                                                  | (45 m)             |
| Strecke |                        |                                                         |                    |
| Brücke |                        |                                                         |                    |
| |                        |                                                         |                    |
| Kopfbahnhof Streckenende | 1,616                  | Corviglia (Bergstation) Anschluss Luftseilbahn Piz Nair | 2489 m ü. M.       |
| |                        | Piz Nair                                                | 3055 m ü. M.       |

Die Corvigliabahn als Verlängerung der Chantarellabahn war die erste Standseilbahn der Schweiz, welche direkt in ein Skigebiet führte. Es handelt sich um eine eingleisige Standseilbahn mit Ausweiche. Der Antrieb ist in der Bergstation.
| Talstation     | 46,5018° N, 9,83523° O | Chantarella |
| Ausweichstelle | 46,50295° N, 9,8253° O |             |
| Bergstation    | 46,50766° N, 9,8193° O | Corviglia   |

### Geschichte
Kurz vor Weihnachten 1928 wurde die Corvigliabahn als Verlängerung der Chantarellabahn eröffnet. Um das Umsteigen auf der Chantarella zu vereinfachen, wurde im gleichen Jahr die obere Hälfte der Chantarellabahn leicht verschoben und direkt zur Talstation der Corvigliabahn geführt.
Beim Umbau 1986 wurde die Bahn teilweise neu trassiert und in der oberen Streckenhälfte aufgestelzt, meist über der alten Linienführung, unterhalb der Bergstation jedoch in einem geschwungenen Bogen rund 20 m westlich. Auch der Tunnel bei der Ausweichstelle wurde wenige Meter weiter westlich neu erstellt. Historische Aufnahmen zeigen neben den ersten hölzernen Wagen auch neuere Leichtmetallwagen, welche vor dem Umbau von 1985/86 verkehrten. Bei den seither eingesetzten Doppelwagen mit einem Fassungsvermögen von 200 Personen handelte es sich damals um die grössten Standseilbahnwagen der Welt.
Als Fortsetzung wurde 1955 von Corviglia auf den Piz Nair eine Luftseilbahn erstellt.